# British Academy Film Award du meilleur film d'animation
Le British Academy Film Award du meilleur film d'animation (British Academy Film Award for Best Animated Film) est une récompense cinématographique britannique décernée entre 1955 et 1982 et depuis 2007 par la British Academy of Film and Television Arts (BAFTA) lors de la cérémonie annuelle des British Academy Film Awards.

## Palmarès
Note : les gagnants sont indiqués en gras. Les années indiquées sont celles au cours desquelles la cérémonie a eu lieu, soit l'année suivant leur sortie en salles (au Royaume-Uni).
Le symbole ♕ rappelle le gagnant et ♙ une nomination à l'Oscar du meilleur film d'animation la même année.

### Années 1950
- 1955 : Song of the Prairie (Arie prerie)
  - Power to Fly
  - Little Brave Heart
  - The Unicorn in the Garden

- 1956 : Blinkity Blank
  - La Belle et le Clochard (Lady and the Tramp)
  - Magoo Express
  - La ferme des animaux
  - Down a Long Way
  - Fudget's Budget

- 1957 : Gerald McBoing Boing on Planet Moo
  - Calling All Salesmen
  - Christopher Crumpet's Playmate
  - Rythmetic (en)
  - Love and the Sepplin
  - History of the Cinema
  - The Invisible Moustache of Raoul Dufy

- 1958 : Pan-Tele-Tron
  - Earth is a Battlefield
  - La Bergère et le ramoneur
  - The Magic Flute

- 1959 : The Little Island
  - Le Merle
  - The Juggler of our Lady

### Années 1960
- 1960 : The Violinist – Ernest Pintoff
  - Beep Peep
  - Dom – Walerian Borowczyk et Jan Lenica
  - Short and Suite – Norman McLaren et Evelyn Lambart

- 1961 : Universe – Roman Kroitor et Colin Low
  - Piccolo – Dusan Vukotic
  - The Interview – Ernet Pintoff

- 1962 : Les 101 Dalmatiens (One Hundred and One Dalmatians)
  - For Better … for worse
  - Do it yourself cartoon kit

- 1963 : The Apple
  - The Travelling Rune
  - Four Line Conics

- 1964 : Automania 2000
  - The Critic

- 1965 : The insects

- 1966 : Be Careful Boys – Vera Linnecar, Nancy Hanna, Keith Learner
  - The Bargain – Beryl Stevens
  - Birds, Bees and Storks – John Halas
  - Hoffnung Symphony Orchestra – Harold Whitaker

- 1967 : Aucune récompense

- 1968 : Notes sur un triangle – Rene Jodoin
  - Tidy Why – Bill Sewell

- 1969 : Pas de deux
  - La Maison de Jean-Jacques (en)
  - The Hand
  - The Question

### Années 1970
- 1970 : Aucune récompense

- 1971 : Henry Nine 'Til Five
  - It's Tough to be a Bird
  - Espolito
  - Children and Cars

- 1972 : Aucune récompense

- 1973 : Aucune récompense

- 1974 : Tchou Tchou
  - Balablok

- 1975 : La Faim (Hunger)
  - Cat's cradle

- 1976 : Great
  - The Owl Who Married a Goose: An Eskimo Legend (en)

- 1977 : Aucune récompense

- 1978 : Aucune récompense

- 1979 : Aucune récompense

### Années 1980
- 1980 : Aucune récompense

- 1981 : The Three Inventors
  - La Femme au bord de la mer (Seaside Woman)
  - Bio Woman
  - The Cube

- 1982 : The Sweater
  - Beginnings
  - Creole

### Années 2000
- 2007 : Happy Feet – George Miller (Warner Bros) ♕
  - Cars – John Lasseter et Joe Ranft (Pixar) ♙
  - Souris City – David Bowers et Sam Fell (Dreamworks)

- 2008 : Ratatouille – Brad Bird (Pixar) ♕
  - Shrek le troisième (Shrek the Third) – Andrew Adamson et Kelly Asbury (Dreamworks)
  - Les Simpson, le film (The Simpsons Movie) – David Silverman (20th Century Fox)

- 2009 : WALL-E – Andrew Stanton (Pixar) ♕
  - Persepolis – Marjane Satrapi et Vincent Paronnaud ♙
  - Valse avec Bachir (ואלס עם באשיר, Vals im Bashir) – Ari Folman

### Années 2010
- 2010 : Là-haut (Up) – Pete Docter et Bob Peterson (Walt Disney Pictures) ♕
  - Coraline – Henry Selick ♙
  - Fantastic Mr. Fox – Wes Anderson (20th Century Fox) ♙

- 2011 : Toy Story 3 – Lee Unkrich (Pixar) ♕
  - Dragons (How To Train Your Dragon) – Dean DeBlois et Chris Sanders (DreamWorks) ♙
  - Moi, moche et méchant (Despicable Me) – Chris Renaud et Pierre Coffin (Universal Pictures et Mac Guff Line)

- 2012 : Rango – Gore Verbinski (Paramount Pictures) ♕
  - Les Aventures de Tintin : Le Secret de La Licorne (The Adventures of Tintin : The Secret of the Unicorn) – Steven Spielberg (Paramount Pictures)
  - Mission : Noël (Arthur Christmas) – Sarah Smith (Sony Pictures Animation et Aardman Animations)

- 2013 : Rebelle (Brave) – Mark Andrews et Brenda Chapman (Pixar) ♕
  - L'Étrange Pouvoir de Norman (Paranorman) – Sam Fell et Chris Butler (Universal Pictures) ♙
  - Frankenweenie – Tim Burton (Walt Disney Pictures) ♙

- 2014 : La Reine des neiges (Frozen) – Chris Buck et Jennifer Lee (Walt Disney Pictures) ♕
  - Moi, moche et méchant 2 (Despicable Me 2) – Pierre Coffin et Chris Renaud (Universal Pictures et Mac Guff Line) ♙
  - Monstres Academy (Monsters University) – Dan Scanlon (Pixar)

- 2015 : La Grande Aventure Lego (The Lego Movie) - Phil Lord et Chris Miller (Animal Logic et Warner Bros. Animation)
  - Les Boxtrolls (The Boxtrolls) - Graham Annable et Anthony Stacchi (Laika Studio) ♙
  - Les Nouveaux Héros (Big Hero 6) - Chris Williams et Don Hall (Walt Disney Pictures) ♕

- 2016 : Vice-Versa (Inside Out)- Pete Docter (Pixar) ♕
  - Les Minions (Minions) - Kyle Balda et Pierre Coffin (Illumination Entertainment)
  - Shaun le mouton, le film (Shaun the Sheep Movie) - Richard Starzack et Mark Burton (Aardman Animations)♙

- 2017 : Kubo et l'Armure magique (Kubo and the Two Strings)- Travis Knight (Laika) ♕
  - Le Monde de Dory (Finding Dory) - Andrew Stanton (Pixar Animation Studios et Walt Disney Pictures)
  - Vaiana : La Légende du bout du monde (Moana) - Ron Clements et John Musker (Walt Disney Pictures et Walt Disney Animation Studios)
  - Zootopie (Zootopia) - Byron Howard, Rich Moore et Jared Bush (Walt Disney Pictures et Walt Disney Animation Studios)

- 2018 : Coco - Lee Unkrich (Pixar) ♕
  - La Passion Van Gogh (Loving Vincent) - Dorota Kobiela et Hugh Welchman (Odra Film, Centrum Technologii Audiowizualnych, BreakThru Productions, Silver Reel et Trademark Films)
  - Ma vie de Courgette - Claude Barras (Blue Spirit, Gebeka Films et Rita Productions)

- 2019 : Spider-Man: New Generation - Peter Ramsey
  - Les Indestructibles 2 - Brad Bird
  - L'Île aux chiens - Wes Anderson

### Années 2020
- 2020 : Klaus de Sergio Pablos
  - La Reine des neiges 2 de Chris Buck et Jennifer Lee
  - Shaun le mouton : La ferme contre-attaque de Will Becher et Richard Phelan
  - Toy Story 4 de Josh Cooley

- 2021 : Soul - Pete Docter
  - En Avant - Dan Scanlon
  - Le Peuple Loup - Tomm Moore et  Ross Stewart

- 2022 : Encanto – Jared Bush, Byron Howard, Yvett Merino et Clark Spencer
  - Flee – Jonas Poher Rasmussen et Monica Hellström
  - Luca – Enrico Casarosa et Andrea Warren
  - Les Mitchell contre les machines – Mike Rianda, Phil Lord et Christopher Miller

- 2023 : Pinocchio
  - Marcel the Shell with Shoes On
  - Le Chat potté 2 : La Dernière Quête (Puss in Boots: The Last Wish)
  - Alerte rouge (Turning Red)

- 2024 : Le Garçon et le Héron – Hayao Miyazaki et Toshio Suzuki
  - Chicken Run : La Menace nuggets – Sam Fell, Leyla Hobart et Steve Pegram
  - Élémentaire – Peter Sohn et Denise Ream
  - Spider-Man: Across the Spider-Verse – Joaquim Dos Santos (en), Kemp Powers, Justin K. Thompson, Avi Arad, Phil Lord (en), Christopher Miller (en), Amy Pascal et Christina Steinberg

- 2025 : Wallace et Gromit : La Palme de la vengeance (Wallace & Gromit: Vengeance Most Fowl) – Nick Park, Merlin Crossingham et Richard Beek
  - Flow – Gints Zilbalodis et Matīss Kaža
  - Le Robot sauvage (The Wild Robot) – Chris Sanders et Jeff Hermann
  - Vice-versa 2 (Inside Out 2) – Kelsey Mann (en) et Mark Nielsen